# Alpineskiën op de Paralympische Winterspelen 1984
De IIIe Paralympische Winterspelen werden in 1984 gehouden in Innsbruck, Oostenrijk.
Dit was ook de derde keer dat het alpineskiën op het programma stond. De disciplines waren afdaling, Alpine-combinatie, reuzenslalom en slalom.
België en Nederland deden dit jaar voor het eerst mee aan het alpineskiën op de Paralympische Spelen.

## Alpine-combinatie

### Mannen
| Klasse |        | land | Goud             | land | Zilver           | land | Brons            |
| ------ | ------ | ---- | ---------------- | ---- | ---------------- | ---- | ---------------- |
| B1     | 0.00   | AUT  | Karl Preining    | CAN  | Rod Hersey       | USA  | Mike May         |
| B2     | 42.36  | CAN  | Mark Bentz       | CAN  | Uli Rompel       | ITA  | Bruno Oberhammer |
| LW1    | 0.00   | AUT  | Helmut Falch     | SUI  | Edwin Zurbriggen |      |                  |
| LW2    | 1.24   | AUT  | Rainer Bergmann  | AUT  | Peter Perner     | FRG  | Alexander Spitz  |
| LW3    | 0.00   | USA  | Paul Dibello     | USA  | Jack Benedick    | AUT  | Gerhard Langer   |
| LW4    | 15.99  | AUT  | Josef Meusburger | SUI  | Paul Fournier    | FRG  | Ewald Vogl       |
| LW5/7  | 4.82   | FRG  | Niko Moll        | SUI  | Felix Gisler     | GBR  | John Watkins     |
| LW6/8  | 32.76  | SUI  | Rolf Heinzmann   | SUI  | Heinz Moser      | YUG  | Franc Komar      |
| LW9    | 230.71 | SUI  | Peter Bartlome   | SUI  | Walter Kaelin    |      |                  |

### Vrouwen
| Klasse |        | land | Goud              | land | Zilver                | land | Brons             |
| ------ | ------ | ---- | ----------------- | ---- | --------------------- | ---- | ----------------- |
| B1     | 147.54 | USA  | Sheila Holzworth  | AUT  | Veronika Preining     | USA  | Cara Dunne        |
| B2     | 37.46  | AUT  | Edith Hoelzl      | NZL  | Vivienne Martin       | USA  | Connie Conley     |
| LW2    | 23.10  | AUT  | Christine Winkler | USA  | Bonnie St. John       | CAN  | Lynda Chyzyk      |
| LW4    | 109.34 | FRG  | Reinhild Möller   | SUI  | Elisabeth Osterwalder | AUT  | Elisabeth Zerobin |
| LW5/7  | 18.65  | AUT  | Brigitte Madlener | FRG  | Sabine Stiefbold      | FRG  | Sabine Barisch    |
| LW6/8  | 0.00   | SWE  | Gunilla Ahren     | USA  | Kathy Poohachof       | POL  | Eszbieta Dadok    |

## Afdaling

### Mannen
| Klasse | Snelste Tijd | land | Goud            | land | Zilver            | land | Brons               |
| ------ | ------------ | ---- | --------------- | ---- | ----------------- | ---- | ------------------- |
| B1     | 2:01.05      | AUT  | Karl Preining   | NZL  | Christopher Orr   | USA  | Mike May            |
| B2     | 1:27.24      | CAN  | Mark Bentz      | CAN  | Uli Rompel        | AUT  | August Hofer        |
| LW1    | 1:18.75      | AUT  | Helmut Falch    | USA  | Andy Fasth        | CAN  | Wayne Burton        |
| LW2    | 1:10.17      | AUT  | Rainer Bergmann | AUT  | Christian Haeusle | SWE  | Ola Rylander        |
| LW3    | 1:09.43      | USA  | Paul Dibello    | FRA  | Bernard Baudean   | NZL  | Mark Edwards        |
| LW4    | 1:02.74      | AUT  | Markus Ramsauer | AUT  | Josef Meusburger  | SUI  | Paul Fournier       |
| LW5/7  | 1:06.93      | FRG  | Niko Moll       | SWE  | Lars Lundstroem   | FRG  | Felix Abele         |
| LW6/8  | 1:02.25      | SUI  | Rolf Heinzmann  | SUI  | Heinz Moser       | AUT  | Dietmar Schweninger |
| LW9    | 230.71       | FRA  | Tristan Mouric  | SUI  | Hansueli Feuz     | SUI  | Peter Bartlome      |

### Vrouwen
| Klasse | Snelste Tijd | land | Goud              | land | Zilver           | land | Brons            |
| ------ | ------------ | ---- | ----------------- | ---- | ---------------- | ---- | ---------------- |
| B1     | 2:06.14      | AUT  | Veronika Preining | USA  | Sheila Holzworth | USA  | Cara Dunne       |
| B2     | 1:43.06      | AUT  | Edith Hoelzl      | NZL  | Vivienne Martin  | USA  | Connie Conley    |
| LW2    | 1:17.66      | AUT  | Christine Winkler | AUT  | Marianne Reiter  | CAN  | Lynda Chyzyk     |
| LW4    | 1:13.01      | FRG  | Reinhild Möller   | CAN  | Lana Spreeman    | USA  | Lana Jo Chapin   |
| LW5/7  | 1:24.92      | AUT  | Brigitte Madlener | FRG  | Sabine Barisch   | FRG  | Sabine Stiefbold |
| LW6/8  | 1:09.20      | SWE  | Gunilla Ahren     | USA  | Kathy Poohachof  | AUT  | Gerlinde Dullnig |

## Reuzenslalom

### Mannen
| Klasse | Snelste Tijd | land | Goud                | land | Zilver          | land | Brons             |
| ------ | ------------ | ---- | ------------------- | ---- | --------------- | ---- | ----------------- |
| B1     | 3:58.98      | AUT  | Karl Preining       | CAN  | Rod Hersey      | USA  | Mike May          |
| B2     | 2:42.42      | AUT  | Odo Habermann       | USA  | Glen Abramowski | SUI  | Jean-Pierre Kurth |
| LW1    | 1:40.43      | AUT  | Helmut Falch        | USA  | Andy Fasth      | SUI  | Edwin Zurbriggen  |
| LW2    | 1:27.86      | AUT  | Rainer Bergmann     | FRG  | Alexander Spitz | AUT  | Peter Perner      |
| LW3    | 1:29.12      | USA  | Paul Dibello        | FRA  | Bernard Baudean | AUT  | Gerhard Langer    |
| LW4    | 1:21.20      | AUT  | Josef Meusburger    | SUI  | Paul Fournier   | SUI  | Eugen Diethelm    |
| LW5/7  | 1:29.03      | FRG  | Niko Moll           | SUI  | Felix Gisler    | FRG  | Felix Abele       |
| LW6/8  | 1:16.90      | AUT  | Dietmar Schweninger | SUI  | Paul Neukomm    | AUT  | Meinhard Tatschl  |
| LW9    | 1:50.58      | SUI  | Peter Bartlome      | SUI  | Walter Kaelin   | SUI  | Robert Cadisch    |

### Vrouwen
| Klasse | Snelste Tijd | land | Goud              | land | Zilver           | land | Brons              |
| ------ | ------------ | ---- | ----------------- | ---- | ---------------- | ---- | ------------------ |
| B1     | 5:04.35      | USA  | Sheila Holzworth  | USA  | Cara Dunne       | AUT  | Veronika Preining  |
| B2     | 3:02.85      | NZL  | Vivienne Martin   | USA  | Connie Conley    | AUT  | Gabriele Berghofer |
| LW2    | 1:38.57      | AUT  | Christine Winkler | CAN  | Lynda Chyzyk     | USA  | Bonnie St. John    |
| LW4    | 1:36.24      | FRG  | Reinhild Möller   | CAN  | Lana Spreeman    | USA  | Janet Penn         |
| LW5/7  | 1:38.81      | AUT  | Brigitte Madlener | FRG  | Sabine Stiefbold | FRG  | Sabine Barisch     |
| LW6/8  | 1:28.68      | SWE  | Gunilla Ahren     | USA  | Kathy Poohachof  | POL  | Eszbieta Dadok     |

## Slalom

### Mannen
| Klasse | Snelste Tijd | land | Goud             | land | Zilver          | land | Brons            |
| ------ | ------------ | ---- | ---------------- | ---- | --------------- | ---- | ---------------- |
| LW1    | 1:27.15      | AUT  | Helmut Falch     | CAN  | Wayne Burton    | USA  | Rod Hernley      |
| LW2    | 1:15.25      | SWE  | Ola Rylander     | AUT  | Rainer Bergmann | USA  | David Jamison    |
| LW3    | 1:18.73      | USA  | Paul Dibello     | AUT  | Gerhard Langer  | POL  | Franciszek Tracz |
| LW4    | 1:07.48      | AUT  | Josef Meusburger | SUI  | Paul Fournier   | AUT  | Markus Ramsauer  |
| LW5/7  | 1:17.44      | SWE  | Lars Lundstroem  | FRG  | Niko Moll       | CAN  | Murray Bedel     |
| LW6/8  | 1:16.90      | SUI  | Rolf Heinzmann   | AUT  | Michael Knaus   | USA  | Reed Robinson    |
| LW9    | 1:33.41      | FRA  | Tristan Mouric   | USA  | Brad Hudiberg   | SUI  | Walter Kaelin    |

### Vrouwen
| Klasse | Snelste Tijd | land | Goud             | land | Zilver            | land | Brons             |
| ------ | ------------ | ---- | ---------------- | ---- | ----------------- | ---- | ----------------- |
| LW2    | 1:29.43      | AUT  | Marianne Reiter  | AUT  | Christine Winkler | USA  | Bonnie St. John   |
| LW4    | 1:30.00      | USA  | Janet Penn       | FRG  | Reinhild Möller   | AUT  | Elisabeth Zerobin |
| LW5/7  | 1:33.78      | FRG  | Sabine Stiefbold | AUT  | Brigitte Madlener | FRG  | Sabine Barisch    |
| LW6/8  | 1:16.04      | SWE  | Gunilla Ahren    | USA  | Kathy Poohachof   | POL  | Eszbieta Dadok    |

## Deelnemende landen Alpineskiën 1984
- AUT
- CAN
- USA
- NZL
- SUI
- NOR
- BEL
- ITA
- GBR
- FRG
- SWE
- JPN
- FRA
- TCH
- NED
- YUG
- DEN
- POL

Alpineskiën · Langlaufen · Priksleeën
1976 · 1980 · 1984 · 1988 · 1992 · 1994 · 1998 · 2002 · 2006 · 2010 · 2014 · 2018 · 2022